# آندریا چیوپریس گوری
آندریا چیوپریس گوری (انگلیسی: Andrea Chiopris Gori؛ زادهٔ ۱۷ دسامبر ۱۹۷۷) بازیکن فوتبال اهل ایتالیا است.
از باشگاه‌هایی که در آن بازی کرده‌است می‌توان به باشگاه فوتبال کیه‌وو ورونا، باشگاه فوتبال کومو، و باشگاه فوتبال اودینزه اشاره کرد.